# Mesochorus hyalinus
Mesochorus hyalinus är en stekelart som beskrevs av Dasch 1974. Mesochorus hyalinus ingår i släktet Mesochorus och familjen brokparasitsteklar. Inga underarter finns listade i Catalogue of Life.